# Elevation
Elevation è una canzone del gruppo Irlandese degli U2, ed il terzo singolo estratto dal loro album del 2000, All That You Can't Leave Behind. Il singolo è stato un notevole successo negli Stati Uniti, in Europa, in Australia e soprattutto in Canada dove il singolo è riuscito ad arrivare in vetta alla classifica.
La versione del brano pubblicata come singolo è intitolata "Tomb Raider Mix" ed è un remix curato da Paul Leary dei Butthole Surfers, che differisce dalla versione presente sull'album per via del sound molto più "hard rock", rispetto all'atmosfera reggae dell'originale. Il nome del remix invece deriva dalla sua inclusione nella colonna sonora del film Lara Croft: Tomb Raider.
Elevation ha vinto il Grammy Award alla miglior performance rock di un duo o un gruppo nel 2002. Secondo la classifica Top 100 di MTV, è stata la canzone più ascoltata del 2001.

## Il video
Il video prodotto per "Elevation" ruota intorno al personaggio di Lara Croft, nel film interpretato da Angelina Jolie ed utilizza spezzoni del film. Parallelamente a queste scene gli U2 devono vedersela con una loro controparte malvagia (chiamata gli "evil U2"). Il video è stato messo in commercio sul singolo DVD il 16 luglio 2001, insieme ad un documentario sulla realizzazione dello stesso. Sia il video che il relativo documentario sono stati girati da Joseph Kahn.

## Formazione

### U2
- Bono - voce
- The Edge - chitarra, sintetizzatore, cori
- Adam Clayton - basso
- Larry Mullen Jr. - batteria

### Altro personale
- Brian Eno – sintetizzatore

## Tracce

### Versione 1
Pubblicata esclusivamente sul mercato inglese.
1. Elevation (Tomb Raider Mix) - 3:35
2. Elevation (Escalation Mix) - 7:04
3. Elevation (Vandit Club Mix) - 8:54

### Versione 2
Pubblicata sul mercato europeo e canadese.
1. Elevation (Tomb Raider Mix) - 3:35
2. Last Night on Earth (Live da Città del Messico - 6:20
3. Don't Take Your Guns to Town (Johnny Cash) - 4:11

### Versione 3
Pubblicata esclusivamente sul mercato europeo.
1. Elevation (Tomb Raider Mix) - 3:35
2. Elevation (The Biffco Mix) - 4:18

### Versione 4
Pubblicata sul mercato europeo, canadese ed australiano.
1. Elevation (Tomb Raider Mix) - 3:35
2. Elevation (Escalation Mix) - 7:04
3. Elevation (Influx Remix) - 4:02
4. Elevation (Quincey and Sonance Mix) - 6:53

### Versione 5
Pubblicata esclusivamente sul mercato europeo.
1. Elevation (Tomb Raider Mix) - 3:35
2. I Remember You (Live from Irving Plaza) - 1:28
3. New York (Live from Irving Plaza) - 5:42
4. I Will Follow (Live from Irving Plaza) - 3:51

### Versione 6
Pubblicata esclusivamente sul mercato australiano.
1. Elevation (Tomb Raider Mix) - 3:35
2. I Remember You (Live from Irving Plaza) - 1:28
3. New York (Live from Irving Plaza) - 5:42
4. Don't Take Your Guns to Town - 4:11
5. Elevation (The Biffco Mix) - 4:18

### Versione 7
Singolo pubblicato su supporto DVD.
1. Elevation (Tomb Raider Mix) - 3:35
2. Elevation (Tomb Raider Mix - Enhanced Video) - 3:50
3. Excerpts from MTV's Making the Video

### Versione 8
1. Beautiful Day (Quincey and Sonance Mix) - 7:56
2. Beautiful Day (The Perfecto Mix) - 7:48
3. Beautiful Day (David Holmes Remix) - 5:34
4. Elevation (The Vandit Club Mix) - 8:54
5. Elevation (Influx Remix) - 4:02
6. Elevation (Escalation Mix) - 7:04
7. Elevation (Quincey and Sonance Remix) - 6:53

## Classifiche
| Classifica (2001)               | Posizione massima |
| ------------------------------- | ----------------- |
| Australia                       | 6                 |
| Austria                         | 21                |
| Belgio (Fiandre)                | 14                |
| Belgio (Vallonia)               | 13                |
| Canada                          | 1                 |
| Danimarca                       | 6                 |
| Europa                          | 5                 |
| Finlandia                       | 9                 |
| Francia                         | 34                |
| Germania                        | 31                |
| Irlanda                         | 1                 |
| Italia                          | 3                 |
| Norvegia                        | 5                 |
| Nuova Zelanda                   | 35                |
| Paesi Bassi                     | 1                 |
| Portogallo                      | 1                 |
| Regno Unito                     | 3                 |
| Spagna                          | 2                 |
| Stati Uniti (adult alternative) | 4                 |
| Stati Uniti (alternative)       | 8                 |
| Stati Uniti (dance club)        | 32                |
| Stati Uniti (mainstream rock)   | 21                |
| Svezia                          | 33                |
| Svizzera                        | 20                |